# Bernhard von Brady
Freiherr Jakob Bernhard von Brady (auch: James Bernhard MacBrady, * 1732 in Draighnenam in der Grafschaft Cavan im heutigen Irland; † 1800 in Wien) war ein irischstämmiger Oberst und Ritter des Maria-Theresia-Ordens sowie Freiherr von Longthen (Lougthee, Loughtee).
Er kam nach dem Aachner Frieden im Jahr 1748 in die kaiserliche Armee. Dort kam er in das Infanterie-Regiment No.54 (Sincere). Ihm wurde 1759 der Ritterstand verliehen. Im Siebenjährigen Krieg kämpfte er bei Prag und Torgau. Er zeichnete sich 1762 als Kapitänlieutenant bei der Verteidigung von Schweidnitz aus. Zusammen mit Schröder und Ruttant kommandierte er die strategisch wichtige Flesche von Jauernik.
Er unternahm in der Nacht vom 18. auf den 19. August einen Ausfall und zerstörte die feindlichen Bemühungen, die Flesche zu erobern. Nach dem Angriff wurde er von den Preußen heftig verfolgt, diese mussten sich dann aber unter großen Verlusten zurückziehen. Wofür er letztlich im Rahmen der 8. Promotion (vom 21. Oktober 1762) mit dem Maria-Theresia-Orden ausgezeichnet wurde.
Nach dem Krieg wurde er 1768 als (überzähliger) Major in das Infanterie-Regiment No.8 versetzt und 1770 als wirklicher Major in das Infanterie-Regiment No.17. Er ging 1778 mit dem Charakter als Oberst in Pension und starb 1800.
Brady heiratete die Freiin Sophie Antonia von Zobel verwitwete von Stöcken. Das Paar hatte eine Tochter names Maria Josepha (* 1776).